# Kinzigtalbrücke
Die Kinzigtalbrücke ist eine 985 Meter lange, vierspurige Autobahnbrücke der A 66. Sie befindet sich in Bad Soden-Salmünster in Hessen und ist Hessens längste Autobahnbrücke.

## Lage
Die Brücke befindet sich zwischen den Anschlussstellen Bad Soden-Salmünster und Steinau an der Straße. Sie überquert die Bahnstrecke Frankfurt–Göttingen, die Kreisstraße 987 sowie den Fluss Kinzig.

## Konstruktion
Bei der Brücke handelt es sich um eine Hohlkastenbrücke aus Spannbeton. Auf ihr verkehren rund 30.000 Kraftfahrzeuge täglich.

## Geschichte
Baubeginn der Brücke war im Jahr 1991, sie wurde im September 1994 fertig gestellt. Im August 2021 stürzte ein Sattelschlepper von der Brücke in die Kinzig.